# Radeon RX 7000
Radeon RX 7000 — серия графических процессоров, разработанных AMD на основе их архитектуры RDNA 3. Он был анонсирован 3 ноября 2022 года и является преемником серии Radeon RX 6000 . На данный момент AMD анонсировала две видеокарты: RX 7900 XT и RX 7900 XTX. AMD официально представила RX 7900 XT и RX 7900 XTX 13 декабря 2022 года.

## Особенности
- Микроархитектура RDNA 3
- Повышение производительности на ватт до 54 % по сравнению с серией RX 6000.
- До 96 вычислительных блоков (CU) по сравнению с 80 в серии RX 6000.
- Новые двойные шейдеры в каждом CU с возможностью выполнения двух инструкций за такт
- Infinity Cache второго поколения с пиковой пропускной способностью до 2,7x и емкостью до 96 МБ
- Первая потребительская видеокарта c использованием чиплетов
- До 24  ГБ памяти GDDR6
- Кэш L1 удвоен со 128 КБ до 256 КБ на массив.
- Увеличенный кэш L2
- Интерфейс PCIe 4.0 x16
- Ускорители трассировки лучей (Ray Accelrators) второго поколения
  - Повышение их производительности в 2 раза
- Впервые в потребительских видеокартах AMD добавлены специальные ускорители ИИ (AI Accelerator)[1]
- Поддержка аппаратного кодирования и декодирования AV1 со скоростью до 8K60
- Новый движок "Radiance Display" с:
  - Поддержка DisplayPort 2.1 UHBR 13.5 (пропускная способность до 54 Гбит/с)
  - Поддержка HDMI 2.1 (пропускная способность до 48 Гбит/с)
  - Поддержка вывода до 8K 165 Гц или 4K 480 Гц с DSC
  - 12-битный цвет и Rec. 2020 поддержка HDR

## Модельный ряд

### Настольные
| Модель (кодовое имя)             | Дата выпуска и цена          | Архитектура и техпроцесс      | Chiplets        | Транзисторы и размер кристалла | Ядра                      | Ядра          | Скорость заполнения | Скорость заполнения | Производительность (GFLOPS) | Производительность (GFLOPS) | Производительность (GFLOPS) | Память     | Память                        | Память           | Память         | Память                    | Память                                       | TBP (Вт) | Интерфейс    |
| Модель (кодовое имя)             | Дата выпуска и цена          | Архитектура и техпроцесс      | Chiplets        | Транзисторы и размер кристалла | Конфигурация              | Частота (MHz) | Текстур (ГТ/с)      | Пикселей (ГП/с)     | Half                        | Single                      | Double                      | Объём (Гб) | Пропускная способность (Гб/с) | Тип и шина (бит) | Частота (МТ/с) | Объём Infinity Cache (Мб) | Пропускная способность Infinity Cache (ГБ/с) | TBP (Вт) | Интерфейс    |
| -------------------------------- | ---------------------------- | ----------------------------- | --------------- | ------------------------------ | ------------------------- | ------------- | ------------------- | ------------------- | --------------------------- | --------------------------- | --------------------------- | ---------- | ----------------------------- | ---------------- | -------------- | ------------------------- | -------------------------------------------- | -------- | ------------ |
| Radeon RX 7600 (Navi 32)         | 25 мая 2023 г. $269 USD      | RDNA 3 TSMC N6                | —               | 13.3×109 204 mm2               | 2048:128:64 32:64:32 CU   | 1720 2655     | 220.2 339.8         | 110.1 169.9         | 28.18 43.50                 | 14.09 21.75                 | 0.440 0.680                 | 8          | 288                           | GDDR6 128-bit    | 18000          | 32                        | 476.9                                        | 165      | PCIe 4.0 ×8  |
| Radeon RX 7600 XT (Navi 33)      | 24 января 2024 г. $329 USD   | RDNA 3 TSMC N6                | —               | 13.3×109 204 mm2               | 2048:128:64 32:64:32 CU   | 1720 2755     | 220.2 352.6         | 110.1 176.3         | 14.09 22.57                 | 14.09 22.57                 | 0.220 0.353                 | 16         | 288                           | GDDR6 128-bit    | 18000          | 32                        | 476.9                                        | 190      | PCIe 4.0 ×8  |
| Radeon RX 7700 XT (Navi 32 XT)   | 6 сентября 2023 г. $ 489 USD | RDNA 3 TSMC N5 (GCD) N6 (MCD) | 1 × GCD 3 × MCD | 28.1×109 346 mm2               | 3456:216:96 54:108:54 CU  | 1900 2544     | 410.4 549.5         | 182.4 244.2         | 52.53 70.34                 | 26.27 35.17                 | 0.821 1.099                 | 12         | 432                           | GDDR6 192-bit    | 18000          | 48                        | 1995                                         | 245      | PCIe 4.0 ×16 |
| Radeon RX 7800 XT (Navi 32 XT)   | 6 сентября 2023 г. $549 USD  | RDNA 3 TSMC N5 (GCD) N6 (MCD) | 1 × GCD 4 × MCD | 28.1×109 346 mm2               | 3840:240:96 60:120:60 CU  | 1800 2430     | 432 583.2           | 172.8 233.2         | 55.30 74.65                 | 27.64 37.32                 | 0.864 1.166                 | 16         | 624                           | GDDR6 256-bit    | 19500          | 64                        | 2708                                         | 263      | PCIe 4.0 ×16 |
| Radeon RX 7900 GRE (Navi 31 GRE) | 27 июля 2023 г. $649 USD     | RDNA 3 TSMC N5 (GCD) N6 (MCD) | 1 × GCD 4 × MCD | 57.7×109 ~531 mm2              | 5120:320:192 80:160:80 CU | 1270 2245     | 406.4 718.4         | 243.8 431.0         | 52.02 91.96                 | 26.01 45.98                 | 0.813 1.437                 | 16         | 576                           | GDDR6 256-bit    | 18000          | 64                        | 2250                                         | 260      | PCIe 4.0 ×16 |
| Radeon RX 7900 XT (Navi 31 XT)   | 13 декабря 2022 г. $899 USD  | RDNA 3 TSMC N5 (GCD) N6 (MCD) | 1 × GCD 5 × MCD | 57.7×109 ~531 mm2              | 5376:336:192 84:168:84 CU | 1500 2400     | 504.0 806.4         | 288.0 460.8         | 64,500 103,200              | 32,260 51,610               | 2,016 3,226                 | 20         | 800                           | GDDR6 320-bit    | 20000          | 80                        | 2900                                         | 315      | PCIe 4.0 ×16 |
| Radeon RX 7900 XTX (Navi 31 XTX) | 13 декабря 2022 г. $999 USD  | RDNA 3 TSMC N5 (GCD) N6 (MCD) | 1 × GCD 6 × MCD | 57.7×109 ~531 mm2              | 6144:384:192 96:192:96 CU | 1900 2500     | 729.6 960.0         | 364.8 480.0         | 93,404 122,900              | 46,690 61,440               | 2,918 3,840                 | 24         | 960                           | GDDR6 384-bit    | 20000          | 96                        | 3500                                         | 355      | PCIe 4.0 ×16 |

1. ↑  Приблизительный размер чипа со всеми активными кристаллами (один GCD и до шести MCD (37.5 mm2 каждый)).
2. 1 2 3  Значения Boost указаны ниже базового значения курсивом.
3. ↑  Количество унифицированных шейдеров : Количество текстурных блоков (TMU) : Количество блоков растеризации (ROP)	 : Количество блоков матричных операций (AI Accelerator) : Количество ядер обработки трассировки лучей (Ray accelerators) и Compute Units (CU)
4. ↑  Скорость заполнения текселей вычисляется как произведение числа текстурных блоков на базовую (и разогнанную) частоту ядра.
5. ↑  Скорость заполнения пикселей вычисляется как произведение числа блоков растеризации на базовую (и разогнанную) частоту ядра.
6. ↑  Скорость вычислений одинарной точности вычисляется как произведение двойного числа универсальных шейдеров на частоту ядра (базовая (Boost)).

### Мобильные
| Модель (кодовое имя)         | Дата выпуска  | Архитектура и техпроцесс | Транзисторы и размер кристалла | Ядра                    | Ядра          | Скорость заполнения | Скорость заполнения | Производительность (GFLOPS) | Производительность (GFLOPS) | Производительность (GFLOPS) | Память     | Память                        | Память           | Память         | Память                    | Память                                       | ТДП(Вт) | Интерфейс    |
| Модель (кодовое имя)         | Дата выпуска  | Архитектура и техпроцесс | Транзисторы и размер кристалла | Конфигурация            | Частота (MHz) | Текстур (ГТ/с)      | Пикселей (ГП/с)     | Half                        | Single                      | Double                      | Объём (Гб) | Пропускная способность (Гб/с) | Тип и шина (бит) | Частота (МТ/с) | Объём Infinity Cache (Мб) | Пропускная способность Infinity Cache (ГБ/с) | ТДП(Вт) | Интерфейс    |
| ---------------------------- | ------------- | ------------------------ | ------------------------------ | ----------------------- | ------------- | ------------------- | ------------------- | --------------------------- | --------------------------- | --------------------------- | ---------- | ----------------------------- | ---------------- | -------------- | ------------------------- | -------------------------------------------- | ------- | ------------ |
| Radeon RX 7600S (Navi 33)    | 4 января 2023 | RDNA 3 TSMC N6           | 13.3×109 204 mm2               | 1792:112:64:56:28 28 CU | 1500 2200     | 168.00 246.40       | 96.00 140.80        | 21,504 31,539               | 10,752 15,770               | 672 986                     | 8          | 256                           | GDDR6 128-bit    | 16000          | 32                        | Неизвестно                                   | 75      | PCIe 4.0 ×16 |
| Radeon RX 7600M (Navi 33)    | 4 января 2023 | RDNA 3 TSMC N6           | 13.3×109 204 mm2               | 1792:112:64:56:28 28 CU | 1500 2410     | 168.00 269.92       | 96.00 154.24        | 21,504 34,550               | 10,752 17,275               | 672 1080                    | 8          | 256                           | GDDR6 128-bit    | 16000          | 32                        | Неизвестно                                   | 90      | PCIe 4.0 ×16 |
| Radeon RX 7700S (Navi 33)    | 4 января 2023 | RDNA 3 TSMC N6           | 13.3×109 204 mm2               | 2048:128:64:64:32 32 CU | 1500 2500     | 192.00 320.00       | 96.00 160.00        | 24,576 40,960               | 12,288 20,480               | 768 1,280                   | 8          | 288                           | GDDR6 128-bit    | 18000          | 32                        | Неизвестно                                   | 100     | PCIe 4.0 ×16 |
| Radeon RX 7600M XT (Navi 33) | 4 января 2023 | RDNA 3 TSMC N6           | 13.3×109 204 mm2               | 2048:128:64:64:32 32 CU | 1900 2610     | 192.00 334.08       | 96.00 167.04        | 24,576 42,762               | 12,288 21,381               | 768 1,336                   | 8          | 288                           | GDDR6 128-bit    | 18000          | 32                        | Неизвестно                                   | 120     | PCIe 4.0 ×16 |

1. ↑  Количество унифицированных шейдеров : Количество текстурных блоков (TMU) : Количество блоков растеризации (ROP)	 : Количество блоков матричных операций (AI Accelerator) : Количество ядер обработки трассировки лучей (Ray accelerators) и Compute Units (CU)
2. 1 2 3 4 5 6  Значения Boost указаны ниже базового значения курсивом.
3. ↑  Скорость заполнения текселей вычисляется как произведение числа текстурных блоков на базовую (и разогнанную) частоту ядра.
4. ↑  Скорость заполнения пикселей вычисляется как произведение числа блоков растеризации на базовую (и разогнанную) частоту ядра.
5. ↑  Скорость вычислений одинарной точности вычисляется как произведение двойного числа универсальных шейдеров на частоту ядра (базовая (Boost)).